# Cap Juby
Le cap Juby est un cap de la côte sud du Maroc, sur l'océan Atlantique. Situé au nord de Tarfaya, directement face aux îles Canaries. C'est une zone semi-désertique aux portes du désert du Sahara.

## Durant la colonisation espagnole

Les possessions espagnoles en 1956.

L'Espagne établit au cap Juby un fort, où loge une garnison. Celui-ci est relativement petit, entouré de hauts murs blancs, et séparé du désert par des barbelés. Il est utilisé par l'État espagnol comme une prison.
Au milieu des années 20, cap Juby est grandement dynamisé par l'aéropostale, qui en fait une étape de sa ligne, allant alors de Toulouse à Dakar. Une baraque était installée à côté du fort, pour loger les pilotes et les mécaniciens, et un hangar était situé à proximité de celle-ci, ainsi qu'une piste d'atterrissage en sable. Certains des plus grands pilotes de la compagnie y passent immanquablement: parmi eux Marcel Reine, Henri Guillaumet, Jean Mermoz... C'est aussi près de cette étape que, après une panne de leur avion, sont tués Henri Erable et Lorenzo Pintado. Léopold Gourp, grièvement blessé, meurt de ses blessures à l'hôpital, peu de temps après une courte captivité.
Mais le pilote ayant marqué le plus l'histoire du cap Juby est certainement Antoine de Saint-Exupéry. Arrivé sur la ligne en 1926, il se prend de passion pour cet endroit, et le désert qui l'entoure. C’est là qu’il écrit Courrier sud, et qu’il a l'idée du Petit Prince. Il y sera aussi chef d'escale entre 1927 et 1928; il raconte dans ses écrits comment en tant que chef d'escale il a été témoin de l'esclavage et a libéré l'un d'eux.
Le cap Juby est restitué au Maroc en 1958, à la suite de la guerre d'Ifni.